# Cavalleria
Cavalleria war ein spanisches Flächen- und Feldmaß. Die Größe des Maßes war von der Getreidesaatmenge abhängig, die für die Fläche notwendig war. 
- 1 Cavalleria = 60 Fanega Saatgut

Die Fanega war  ein Volumenmaß von etwa 55,4 Liter.
Als Bestellfläche hatte eine Fanega um 576 Quadrat-Estadales, was 64,256 Ar entsprach, so dass sich für eine  Cavalleria  um 3855 Ar ergaben.